# Nati nel 1984/Settembre
| Questa pagina contiene informazioni ricavate automaticamente dalle voci biografiche con l'ausilio del template Bio e di un bot. L'aggiornamento è periodico e automatico e ricostruisce completamente la pagina. Se manca una persona in questa lista, sei pregato di non aggiungerla, ma accertati piuttosto che la sua voce biografica contenga il template Bio e che i dati anagrafici siano correttamente compilati. Se il template Bio manca, inseriscilo tu stesso o, in alternativa, metti l'avviso {{tmp\|Bio}} che ne segnala la mancanza. Se i dati riportati sono sbagliati, correggi direttamente la voce biografica; le modifiche saranno visibili in questa lista entro pochi giorni. Per chiarimenti vedi il progetto biografie. La lista contiene solo le 462 persone che sono citate nell'enciclopedia e per le quali è stato implementato correttamente il template Bio. Pagina aggiornata al 10 ago 2025. |

- 1º settembre - Anatolij Badretdinov, allenatore di calcio a 5 e ex giocatore di calcio a 5 russo
- 1º settembre - Kalifa Cissé, ex calciatore maliano
- 1º settembre - Samal Eslämova, attrice kazaka
- 1º settembre - Ludwig Göransson, compositore, direttore d'orchestra e produttore discografico svedese
- 1º settembre - Yūta Hiraoka, attore giapponese
- 1º settembre - Kei Kamara, calciatore sierraleonese
- 1º settembre - Sergej Korsakov, cosmonauta russo
- 1º settembre - László Köteles, ex calciatore ungherese
- 1º settembre - Walter Andre Moore, ex calciatore guyanese
- 1º settembre - Rod Pelley, hockeista su ghiaccio canadese
- 1º settembre - Federico Piovaccari, calciatore italiano
- 1º settembre - Jack Roth, attore britannico
- 2 settembre - Jaroslav Bába, altista ceco
- 2 settembre - Donatan, rapper polacco
- 2 settembre - Luigi Della Rocca, allenatore di calcio e ex calciatore italiano
- 2 settembre - Joshua Henry, attore e cantante statunitense
- 2 settembre - Mike Magee, ex calciatore statunitense
- 2 settembre - Ray McDonald, giocatore di football americano statunitense
- 2 settembre - Massimo Murdocca, ex calciatore australiano
- 2 settembre - Peter Perchtold, ex calciatore tedesco
- 2 settembre - Jack Peñate, musicista e cantautore inglese
- 2 settembre - Danson Tang, cantante, attore e modello taiwanese
- 2 settembre - Jahmar Thorpe, cestista statunitense
- 2 settembre - Tom Vandenkendelaere, politico belga
- 2 settembre - Thomas Vollnhofer, ex calciatore austriaco
- 2 settembre - Lovre Vulin, calciatore croato
- 3 settembre - Vincenzo Botta, giocatore di calcio a 5 italiano
- 3 settembre - André Cardoso, ciclista su strada portoghese
- 3 settembre - Mason Crosby, ex giocatore di football americano statunitense
- 3 settembre - Robert Curry, cantante statunitense
- 3 settembre - Souleymane Dembélé, calciatore maliano
- 3 settembre - Lindsay Dracass, cantante britannica
- 3 settembre - David Fiegen, ex mezzofondista lussemburghese
- 3 settembre - Garrett Hedlund, attore statunitense
- 3 settembre - Joel Johnstone, attore statunitense
- 3 settembre - Mario Mutsch, allenatore di calcio e ex calciatore lussemburghese
- 3 settembre - Seo In-young, cantante sudcoreana
- 3 settembre - Sergey Stepanov, sassofonista e compositore moldavo
- 3 settembre - Noël Séka, ex calciatore beninese
- 3 settembre - TJP, wrestler statunitense
- 3 settembre - Anna Vajda, ex cestista ungherese
- 3 settembre - Wendell White, ex cestista statunitense
- 3 settembre - Paz de la Huerta, attrice e modella statunitense
- 4 settembre - Valeri Alek'sanyan, ex calciatore armeno
- 4 settembre - Konstantin Barulin, hockeista su ghiaccio russo
- 4 settembre - Camila Bordonaba, attrice, cantante e regista teatrale argentina
- 4 settembre - Ramona Maria Ciobanu, ex tuffatrice rumena
- 4 settembre - Boniek García, ex calciatore honduregno
- 4 settembre - Aleksandr Kïrov, calciatore kazako
- 4 settembre - Tetjana Lužans'ka, ex tennista ucraina
- 4 settembre - Kyle Mooney, comico e attore statunitense
- 4 settembre - Demetris Nichols, ex cestista statunitense
- 4 settembre - Gaetano Pecoraro, giornalista e personaggio televisivo italiano
- 4 settembre - Iva Slišković, ex cestista croata
- 4 settembre - Thomas Villadsen, ex calciatore danese
- 5 settembre - Nabila Chihab, ex pallavolista italiana
- 5 settembre - Erik Huseklepp, calciatore norvegese
- 5 settembre - Erin Krakow, attrice statunitense
- 5 settembre - MC Kresha, rapper kosovaro
- 5 settembre - Damian Martin, ex cestista australiano
- 5 settembre - Ruslan Nachušev, ex calciatore russo
- 5 settembre - Julija Peresil'd, attrice russa
- 5 settembre - Filip Rada, calciatore ceco
- 5 settembre - Nicolás Raimondi, ex calciatore uruguaiano
- 5 settembre - Hugues Rosimé, ex calciatore francese
- 5 settembre - Tom Slingsby, velista australiano
- 5 settembre - Gō Soeda, allenatore di tennis e ex tennista giapponese
- 5 settembre - Chris Anker Sørensen, ciclista su strada danese († 2021)
- 5 settembre - Annabelle Wallis, attrice britannica
- 5 settembre - Aleksej Zacharov, disc jockey e produttore discografico russo
- 6 settembre - Luc Abalo, ex pallamanista francese
- 6 settembre - David Alegre, hockeista su prato spagnolo
- 6 settembre - Thyago Alves, modello e attore brasiliano
- 6 settembre - Robert Alviž, calciatore croato
- 6 settembre - Yaowapa Boorapolchai, ex taekwondoka thailandese
- 6 settembre - Fabio Caracciolo, ex calciatore belga
- 6 settembre - Thomas Dekker, ex ciclista su strada olandese
- 6 settembre - Jessica Dickson, ex cestista statunitense
- 6 settembre - Helena Ekholm, ex biatleta svedese
- 6 settembre - Mateo Kedžo, cestista croato
- 6 settembre - Andraž Kirm, ex calciatore sloveno
- 6 settembre - Štefan Ličartovský, ex cestista ceco
- 6 settembre - David Marazzi, ex calciatore svizzero
- 6 settembre - Abby Martin, conduttrice televisiva statunitense
- 6 settembre - Justin Miller, ex giocatore di football americano statunitense
- 6 settembre - Diwakar Prasad, pugile indiano
- 6 settembre - Miroslav Radulović, ex calciatore sloveno
- 7 settembre - Anne Breitreiner, ex cestista tedesca
- 7 settembre - Nikola Drinčić, allenatore di calcio e ex calciatore serbo
- 7 settembre - Stefano Feltri, giornalista e scrittore italiano
- 7 settembre - Kay One, rapper tedesco
- 7 settembre - Ben Hollingsworth, attore canadese
- 7 settembre - Josef Mifsud, ex calciatore maltese
- 7 settembre - João Miranda, ex calciatore brasiliano
- 7 settembre - Emma Moffatt, triatleta australiana
- 7 settembre - Carla Rebecchi, ex hockeista su prato argentina
- 7 settembre - Afton Williamson, attrice statunitense
- 7 settembre - Frank Young, allenatore di pallacanestro e ex cestista statunitense
- 7 settembre - Vera Zvonarëva, tennista russa
- 7 settembre - Claiton dos Santos Machado, allenatore di calcio e ex calciatore brasiliano
- 8 settembre - Mirco Antenucci, ex calciatore italiano
- 8 settembre - Ramez Dayoub, ex calciatore libanese
- 8 settembre - Johnny Dukes, ex cestista statunitense
- 8 settembre - Daniele Hypólito, ex ginnasta brasiliana
- 8 settembre - Miguel Ibarra Tixe, ex calciatore statunitense
- 8 settembre - Whitney Myers, ex nuotatrice statunitense
- 8 settembre - Bobby Parnell, giocatore di baseball statunitense
- 8 settembre - Vitalij Petrov, ex pilota automobilistico russo
- 8 settembre - Noriyuki Sakemoto, ex calciatore giapponese
- 8 settembre - Jürgen Säumel, allenatore di calcio e ex calciatore austriaco
- 8 settembre - Jordan Trovillion, attrice, cantante e modella statunitense
- 8 settembre - Peter Whittingham, calciatore inglese († 2020)
- 9 settembre - Wissem Ben Yahia, calciatore tunisino
- 9 settembre - David Chiotti, ex cestista statunitense
- 9 settembre - Katja Dieckow, tuffatrice tedesca
- 9 settembre - Ricardo Ferreira da Silva, calciatore brasiliano
- 9 settembre - Vincenzo Ferri, apneista italiano
- 9 settembre - Brad Guzan, calciatore statunitense
- 9 settembre - Marc Höcher, ex calciatore olandese
- 9 settembre - Mikalaj Januš, allenatore di calcio e calciatore bielorusso
- 9 settembre - Vincent Laban, ex calciatore francese
- 9 settembre - Viktorija Nikišina, schermitrice russa
- 9 settembre - Andrej Sil'nov, altista russo
- 9 settembre - Yellow Yeiyah, nuotatore nigeriano
- 10 settembre - Erik Andersson, nuotatore svedese
- 10 settembre - Xiomara Blandino, modella nicaraguense
- 10 settembre - Andrew Brown, ex giocatore di baseball statunitense
- 10 settembre - Adam Crompton, schermidore statunitense
- 10 settembre - Zabian Dowdell, ex cestista statunitense
- 10 settembre - Matthew Followill, chitarrista e compositore statunitense
- 10 settembre - Eldar Hadžimehmedović, ex calciatore bosniaco
- 10 settembre - Lukáš Hlava, ex saltatore con gli sci ceco
- 10 settembre - Ismail Ahmed Ismail, mezzofondista sudanese
- 10 settembre - Elija Kemboi, maratoneta keniota
- 10 settembre - Edgar Marcelino, ex calciatore portoghese
- 10 settembre - Victor Marian, ex calciatore moldavo
- 10 settembre - Sander Post, allenatore di calcio e ex calciatore estone
- 10 settembre - Marcelo Oliveira Silva, ex calciatore brasiliano
- 10 settembre - Franck Solforosi, canottiere francese
- 10 settembre - Chris Sutton, ex ciclista su strada e pistard australiano
- 10 settembre - Harry Treadaway, attore britannico
- 10 settembre - Luke Treadaway, attore britannico
- 10 settembre - Drake Wuertz, ex wrestler statunitense
- 11 settembre - Simone Antona, ex pallanuotista italiano
- 11 settembre - Mbenza Bedi, ex calciatore della Repubblica Democratica del Congo
- 11 settembre - Carlos Alexandre Cardoso, ex calciatore brasiliano
- 11 settembre - Chris Colwill, tuffatore statunitense
- 11 settembre - Adam El-Abd, ex calciatore inglese
- 11 settembre - Reynaldo Hernández, ex calciatore salvadoregno
- 11 settembre - Tyler Hughes, ex cestista statunitense
- 11 settembre - Marko Jerman, pilota motociclistico sloveno
- 11 settembre - Thaleia Kasapoglou, cestista greca
- 11 settembre - Kwon Sun-tae, allenatore di calcio e ex calciatore sudcoreano
- 11 settembre - Aled de Malmanche, rugbista a 15 neozelandese
- 11 settembre - Sara Mariani, giornalista, autrice televisiva e conduttrice televisiva italiana
- 11 settembre - Bartłomiej Matysiak, ex ciclista su strada polacco
- 11 settembre - Shauna Mullin, ex pallavolista e giocatrice di beach volley scozzese
- 11 settembre - Dominic Peitz, ex calciatore tedesco
- 11 settembre - Tom Rees, rugbista a 15 inglese
- 11 settembre - Michalīs Sīfakīs, ex calciatore greco
- 12 settembre - Nashat Akram, calciatore iracheno
- 12 settembre - Ronald Allen, ex cestista e allenatore di pallacanestro statunitense
- 12 settembre - Mildon Ambres, ex cestista statunitense
- 12 settembre - Oksana Boturčuk, atleta paralimpica ucraina
- 12 settembre - Emina Cunmulaj, supermodella statunitense
- 12 settembre - Frantzy Dorlean, ex giocatore di football americano e allenatore di football americano francese
- 12 settembre - Francisco Guerreiro, politico portoghese
- 12 settembre - Taylor Jenkins, allenatore di pallacanestro statunitense
- 12 settembre - Leonel Manzano, ex mezzofondista statunitense
- 12 settembre - Petra Marklund, cantautrice svedese
- 12 settembre - Róbert Németh, pentatleta ungherese
- 12 settembre - Akiko Niwata, ex calciatrice giapponese
- 12 settembre - Nicolás Núñez, allenatore di calcio e ex calciatore cileno
- 12 settembre - Roy Samaha, ex cestista libanese
- 12 settembre - William Sharman, ostacolista britannico
- 12 settembre - Sarunyu Winaipanit, cantante e attore televisivo thailandese
- 13 settembre - Pablo Andrés Aguilar, ex calciatore argentino
- 13 settembre - Baron Corbin, wrestler e ex giocatore di football americano statunitense
- 13 settembre - Đorđe Čotra, ex calciatore serbo
- 13 settembre - Eva Grieco, danzatrice e attrice italiana
- 13 settembre - Petra Kulichová, ex cestista ceca
- 13 settembre - Aitor Sanz, calciatore spagnolo
- 13 settembre - Polina Semionova, ballerina russa
- 13 settembre - Hanati Silamu, pugile cinese
- 13 settembre - Darryl Tapp, ex giocatore di football americano e allenatore di football americano statunitense
- 13 settembre - Jamaal Tatum, ex cestista statunitense
- 14 settembre - Sonja Bertram, attrice tedesca
- 14 settembre - Lethal Bizzle, rapper britannico
- 14 settembre - Jonathan Bottinelli, ex calciatore argentino
- 14 settembre - Gonzalo Castro Irizábal, calciatore uruguaiano
- 14 settembre - Donny Cates, scrittore e fumettista statunitense
- 14 settembre - André De Vanny, attore e doppiatore australiano
- 14 settembre - Boucader Diallo, ex calciatore maliano
- 14 settembre - Emilio Hernández, calciatore cileno
- 14 settembre - Winston Justice, giocatore di football americano statunitense
- 14 settembre - Valery Kashuba, ex calciatore kirghiso
- 14 settembre - Ayushmann Khurrana, attore, cantante e conduttore televisivo indiano
- 14 settembre - Adam Lamberg, attore statunitense
- 14 settembre - Aymen Mathlouthi, ex calciatore tunisino
- 14 settembre - Jake M. Smith, attore statunitense
- 14 settembre - Steve Vallos, ex giocatore di football americano statunitense
- 14 settembre - Fernanda Vasconcellos, attrice, ballerina e doppiatrice brasiliana
- 14 settembre - Tom Veelers, dirigente sportivo e ex ciclista su strada olandese
- 14 settembre - Christopher Zeller, hockeista su prato tedesco
- 15 settembre - Maxi Biancucchi, ex calciatore argentino
- 15 settembre - Alberto Casadei, ex pallavolista italiano
- 15 settembre - Marvin Elliott, ex calciatore inglese
- 15 settembre - Sverrir Garðarsson, calciatore islandese
- 15 settembre - Lina Gritti, calciatrice italiana
- 15 settembre - Roli-Ann Haldin, ex cestista tedesca
- 15 settembre - Henry, duca di Sussex, nobile e militare britannico
- 15 settembre - Renato Cajá, ex calciatore brasiliano
- 15 settembre - Dekel Keinan, calciatore israeliano
- 15 settembre - Sara Lazzaro, attrice italiana
- 15 settembre - Nikola Vasić, ex cestista serbo
- 15 settembre - Nicola Vasile, ex calciatore rumeno
- 15 settembre - Marshal Yanda, ex giocatore di football americano statunitense
- 16 settembre - Sabrina Bryan, ballerina, attrice e cantante statunitense
- 16 settembre - Stanley Burrell, ex cestista statunitense
- 16 settembre - Chang Yongxiang, lottatore cinese
- 16 settembre - Dušan Đurić, ex calciatore svedese
- 16 settembre - Harry Douglas, giocatore di football americano statunitense
- 16 settembre - Mamdouh Elssbiay, culturista egiziano
- 16 settembre - Maryam Yusuf Jamal, mezzofondista bahreinita
- 16 settembre - Joanna Kaczor, ex pallavolista polacca
- 16 settembre - Rie Kokubo, modella giapponese
- 16 settembre - István Kovács, arbitro di calcio rumeno
- 16 settembre - Katie Melua, cantautrice e musicista georgiana
- 16 settembre - Jarrell Sale, calciatore samoano
- 16 settembre - Johanna Schnarf, ex sciatrice alpina italiana
- 16 settembre - Katarzyna Skorupa, pallavolista polacca
- 16 settembre - Margherita Tramutoli, fumettista e scrittrice italiana
- 17 settembre - Jonathan Anderson, stilista nordirlandese
- 17 settembre - De La Ghetto, rapper e cantante statunitense
- 17 settembre - Roberto Esposito, pianista e compositore italiano
- 17 settembre - Michel Fabrizio, pilota motociclistico italiano
- 17 settembre - Kim Dae-eun, ex ginnasta sudcoreano
- 17 settembre - John Kucera, allenatore di sci alpino e ex sciatore alpino canadese
- 17 settembre - Erik Lambrechts, arbitro di calcio belga
- 17 settembre - Liu Ming-huang, arciere taiwanese
- 17 settembre - Patrick van Luijk, velocista olandese
- 17 settembre - Bruno Madeira, calciatore portoghese
- 17 settembre - Keddric Mays, ex cestista statunitense
- 17 settembre - Mary Mohler, nuotatrice statunitense
- 17 settembre - Yūsuke Okada, cestista giapponese
- 17 settembre - Tigran L. Petrosyan, scacchista armeno
- 17 settembre - Tat'jana Popova, ex cestista russa
- 17 settembre - Carl-Erik Torp, giocatore di calcio a 5 e ex calciatore norvegese
- 18 settembre - David Alerte, velocista francese
- 18 settembre - Roy Ameperosa, calciatore samoano americano
- 18 settembre - Nina Arianda, attrice statunitense
- 18 settembre - Tomasz Bandrowski, ex calciatore polacco
- 18 settembre - Doris Fuakuputu, ex calciatore della Repubblica Democratica del Congo
- 18 settembre - Dashon Goldson, giocatore di football americano statunitense
- 18 settembre - Anthony Gonzalez, politico e ex giocatore di football americano statunitense
- 18 settembre - Felice Herrig, artista marziale mista e kickboxer statunitense
- 18 settembre - Davor Landeka, ex calciatore bosniaco
- 18 settembre - Veikka Lehtonen, giocatore di football americano finlandese
- 18 settembre - Natalio Lorenzo, calciatore spagnolo
- 18 settembre - Christian Nadé, calciatore francese
- 18 settembre - Babs Olusanmokun, attore nigeriano
- 18 settembre - Travis Outlaw, ex cestista statunitense
- 18 settembre - Mathieu Perget, ex ciclista su strada francese
- 18 settembre - Dizzee Rascal, rapper britannico
- 18 settembre - Nick Schulman, giocatore di poker statunitense
- 18 settembre - Adrien Théaux, sciatore alpino francese
- 18 settembre - Michael Umeh, ex cestista statunitense
- 18 settembre - Rowin van Zaanen, ex calciatore olandese
- 19 settembre - Jennifer Abernathy, ex pallavolista statunitense
- 19 settembre - Aristide Bancé, ex calciatore ivoriano
- 19 settembre - Ali Ersan Duru, attore turco
- 19 settembre - Eva Marie, attrice, modella e ex wrestler statunitense
- 19 settembre - Lydia Hearst, attrice, modella e blogger statunitense
- 19 settembre - Antanas Kavaliauskas, ex cestista lituano
- 19 settembre - Pavel Kušnir, pianista, scrittore e attivista russo († 2024)
- 19 settembre - Flávio Paixão, ex calciatore portoghese
- 19 settembre - Marco Paixão, calciatore portoghese
- 19 settembre - Sebastián Matos, calciatore argentino
- 19 settembre - Taleb Nematpour, lottatore iraniano
- 19 settembre - Mickaël Niçoise, ex calciatore francese
- 19 settembre - Ángel Reyna, ex calciatore messicano
- 19 settembre - Shannon Rowbury, mezzofondista statunitense
- 19 settembre - Thaïs Blume, attrice spagnola
- 19 settembre - Danny Valencia, giocatore di baseball statunitense
- 19 settembre - Kevin Zegers, attore canadese
- 20 settembre - Nazar, rapper iraniano
- 20 settembre - Brendan Bellomo, regista, sceneggiatore e produttore cinematografico statunitense
- 20 settembre - Élodie Bollée, attrice francese
- 20 settembre - Jessie Colón, pallavolista portoricano
- 20 settembre - Carlos Discua, calciatore honduregno
- 20 settembre - Ali Doraghi, cestista iraniano
- 20 settembre - Silvestre Ekolo, ex calciatore equatoguineano
- 20 settembre - Morgana Giovannetti, attrice, annunciatrice televisiva e imitatrice italiana
- 20 settembre - Dean Israelite, regista e sceneggiatore sudafricano
- 20 settembre - Edward William Johnson, ex calciatore inglese
- 20 settembre - Brian Joubert, ex pattinatore artistico su ghiaccio francese
- 20 settembre - Tomasz Kaczmarek, allenatore di calcio polacco
- 20 settembre - Gianfranco Labarthe, ex calciatore peruviano
- 20 settembre - Hólmfríður Magnúsdóttir, calciatrice islandese
- 20 settembre - Andrei Pacheco, calciatore trinidadiano
- 20 settembre - Belén Rodríguez, modella, conduttrice televisiva e showgirl argentina
- 20 settembre - Serhij Staren'kyj, calciatore ucraino
- 20 settembre - Lars Vaular, rapper norvegese
- 20 settembre - Ben Weekes, tennista australiano
- 21 settembre - Hassan Al Mosawi, calciatore bahreinita
- 21 settembre - Francesca Bonomo, politica italiana
- 21 settembre - Dwayne Bowe, giocatore di football americano statunitense
- 21 settembre - Jason Citron, informatico, programmatore e imprenditore statunitense
- 21 settembre - Rinaldo Cruzado, ex calciatore peruviano
- 21 settembre - Derek Hagan, giocatore di football americano statunitense
- 21 settembre - Ahna O'Reilly, attrice statunitense
- 21 settembre - Valerio Rizzo, pallanuotista italiano
- 21 settembre - Alessandro Rugnone, attore italiano
- 21 settembre - Inna Sovsun, politica ucraina
- 21 settembre - Naoki Sugai, ex calciatore giapponese
- 21 settembre - Lemponye Tshireletso, calciatore botswano
- 21 settembre - Wale, rapper statunitense
- 21 settembre - Benjamin Wildman-Tobriner, nuotatore statunitense
- 22 settembre - Vincenzo Alberto Annese, allenatore di calcio e ex calciatore italiano
- 22 settembre - Yukiya Arashiro, ciclista su strada giapponese
- 22 settembre - Rob Britton, ex ciclista su strada canadese
- 22 settembre - James Casey, ex giocatore di baseball, ex giocatore di football americano e allenatore di football americano statunitense
- 22 settembre - Susana Costa, triplista portoghese
- 22 settembre - Godfrey Gao, modello, attore e personaggio televisivo taiwanese († 2019)
- 22 settembre - Henok Goitom, allenatore di calcio e ex calciatore svedese
- 22 settembre - Sanne Hans, cantante, cantautrice e chitarrista olandese
- 22 settembre - Tim Klinger, ex ciclista su strada tedesco
- 22 settembre - Bumkey, cantante sudcoreano
- 22 settembre - Thiago Silva, calciatore brasiliano
- 22 settembre - Laura Vandervoort, attrice canadese
- 22 settembre - Jordan Vogt-Roberts, regista, scrittore e sceneggiatore statunitense
- 23 settembre - Uzoma Asagwara, ex cestista e politica canadese
- 23 settembre - Jan-Ingwer Callsen-Bracker, ex calciatore tedesco
- 23 settembre - Pete Campbell, ex cestista statunitense
- 23 settembre - Quinton Day, ex cestista statunitense
- 23 settembre - Kate French, attrice statunitense
- 23 settembre - Klaudia Jans-Ignacik, ex tennista polacca
- 23 settembre - Matej Kazijski, pallavolista bulgaro
- 23 settembre - Alan Keane, ex calciatore irlandese
- 23 settembre - Matt Kemp, giocatore di baseball statunitense
- 23 settembre - Mark Madsen, lottatore danese
- 23 settembre - Dylan Moscovitch, ex pattinatore artistico su ghiaccio canadese
- 23 settembre - Gareth Murray, ex cestista e allenatore di pallacanestro britannico
- 23 settembre - Marilyn Okoro, mezzofondista britannica
- 23 settembre - Gabriel Peñalba, ex calciatore argentino
- 23 settembre - Mario Scerbo, attore italiano
- 23 settembre - Diogo Valente, calciatore portoghese
- 23 settembre - Evgenija Volodina, supermodella russa
- 23 settembre - Anneliese van der Pol, attrice e cantante statunitense
- 24 settembre - Andreas Aigner, pilota di rally austriaco
- 24 settembre - Anwar Ali, allenatore di calcio e ex calciatore indiano
- 24 settembre - Simon Brenner, ex giocatore di football americano tedesco
- 24 settembre - Fionnuala Britton, mezzofondista, siepista e maratoneta irlandese
- 24 settembre - Bobby Brown, ex cestista e dirigente sportivo statunitense
- 24 settembre - Lara Jean Chorostecki, attrice canadese
- 24 settembre - Karen Ehrenreich, mezzofondista e maratoneta danese
- 24 settembre - Maurizio Fiorino, artista e scrittore italiano
- 24 settembre - Léonor Graser, attrice e sceneggiatrice francese
- 24 settembre - Matthias Guggenberger, ex skeletonista austriaco
- 24 settembre - Ohad Kadusi, ex calciatore israeliano
- 24 settembre - Ivory Latta, ex cestista e allenatrice di pallacanestro statunitense
- 24 settembre - John Little, ex cestista e allenatore di pallacanestro statunitense
- 24 settembre - Dharius, rapper messicano
- 24 settembre - Ryan Paevey, attore statunitense
- 24 settembre - Mickaël Poté, ex calciatore beninese
- 24 settembre - Miles Smith, velocista statunitense
- 24 settembre - Luke Steele, allenatore di calcio e calciatore inglese
- 25 settembre - Jamshed Anwar, ex calciatore pakistano
- 25 settembre - Thomas Bäumle, ex hockeista su ghiaccio svizzero
- 25 settembre - Miran Burgič, ex calciatore sloveno
- 25 settembre - Matt Carle, hockeista su ghiaccio statunitense
- 25 settembre - Ludovica Dalia, pallavolista italiana
- 25 settembre - Phil Davis, artista marziale misto statunitense
- 25 settembre - Dominik Gschwenter, ex sciatore alpino austriaco
- 25 settembre - Marshevet Hooker, ex velocista statunitense
- 25 settembre - Zlatko Horvat, pallamanista croato
- 25 settembre - Barak Itzhaki, allenatore di calcio e ex calciatore israeliano
- 25 settembre - Dustin Keller, ex giocatore di football americano statunitense
- 25 settembre - Yaguine Koita e Fodé Tounkara, guineano († 1999)
- 25 settembre - Rashad McCants, ex cestista statunitense
- 25 settembre - Thomas Sæther, giocatore di calcio a 5 e ex calciatore norvegese
- 25 settembre - Matías Silvestre, ex calciatore argentino
- 25 settembre - Siphiwe Tshabalala, ex calciatore sudafricano
- 25 settembre - Zach Woods, attore statunitense
- 26 settembre - 'Azemah Ni'matul Bolkiah, principessa e giocatrice di polo bruneiana
- 26 settembre - Yankuba Ceesay, ex calciatore gambiano
- 26 settembre - Frank Dancevic, allenatore di tennis e ex tennista canadese
- 26 settembre - John Dodson, artista marziale misto statunitense
- 26 settembre - Pablo Fontanello, calciatore argentino
- 26 settembre - Tsegaye Gebreselassie, ex maratoneta etiope
- 26 settembre - Amadou Jawo, calciatore e allenatore di calcio svedese
- 26 settembre - Gjergj Muzaka, ex calciatore albanese
- 26 settembre - Jared Newson, ex cestista statunitense
- 26 settembre - Ross Pearson, artista marziale misto britannico
- 26 settembre - Michele Polverino, allenatore di calcio e ex calciatore liechtensteinese
- 26 settembre - Nev Schulman, produttore cinematografico, attore e fotografo statunitense
- 26 settembre - Matt Siddall, ex hockeista su ghiaccio e allenatore di hockey su ghiaccio canadese
- 26 settembre - Martin Johnsrud Sundby, ex fondista norvegese
- 26 settembre - Dare Vršič, calciatore sloveno
- 27 settembre - Kirk Archibeque, ex cestista statunitense
- 27 settembre - Giulio Berruti, attore italiano
- 27 settembre - Ramon Bueno Ardite, giocatore di calcio a 5 brasiliano
- 27 settembre - Marta Galeotti, pallavolista italiana
- 27 settembre - Andrew Garbarino, politico statunitense
- 27 settembre - Angela Haynes, ex tennista statunitense
- 27 settembre - Miloš Josimov, calciatore serbo
- 27 settembre - John Lannan, giocatore di baseball statunitense
- 27 settembre - Avril Lavigne, cantautrice canadese
- 27 settembre - Johan Libéreau, attore francese
- 27 settembre - Volodymyr Ostapčuk, attore e conduttore televisivo ucraino
- 27 settembre - Giuditta Pini, politica italiana
- 27 settembre - Lloyd Sam, ex calciatore inglese
- 27 settembre - Andrea Sartoretto, rugbista a 15 italiano
- 27 settembre - Vanderson Scardovelli, ex calciatore brasiliano
- 27 settembre - Dalibor Stevanovič, allenatore di calcio e ex calciatore sloveno
- 27 settembre - Wouter Weylandt, ciclista su strada belga († 2011)
- 28 settembre - Baraka Atkins, ex giocatore di football americano statunitense
- 28 settembre - Alex Bruce, ex calciatore nordirlandese
- 28 settembre - Franco Eco, compositore, produttore discografico e regista teatrale italiano
- 28 settembre - Brittany Flickinger, personaggio televisivo, cantante e modella statunitense
- 28 settembre - Atli Guðnason, ex calciatore islandese
- 28 settembre - Sibel Güler, taekwondoka turca
- 28 settembre - Youssef Kaddioui, calciatore marocchino
- 28 settembre - Martin Latka, ex calciatore ceco
- 28 settembre - Cheryl Maas, ex snowboarder olandese
- 28 settembre - Oksana Parchomenko, pallavolista azera
- 28 settembre - Kaylin Richardson, ex sciatrice alpina statunitense
- 28 settembre - Phoebe Robinson, comica, attrice e scrittrice statunitense
- 28 settembre - René Schicker, ex calciatore austriaco
- 28 settembre - Nadia Szold, regista, sceneggiatrice e produttrice cinematografica statunitense
- 28 settembre - Melody Thornton, cantautrice, attrice e ballerina statunitense
- 28 settembre - Mathieu Valbuena, calciatore francese
- 28 settembre - Tommy Wright, allenatore di calcio e ex calciatore inglese
- 28 settembre - Ryan Zimmerman, ex giocatore di baseball statunitense
- 29 settembre - Michela Angeloni, hockeista su ghiaccio italiana
- 29 settembre - Renaud Cohade, ex calciatore francese
- 29 settembre - Salvador Coreas, calciatore salvadoregno
- 29 settembre - Brandon Coutu, ex giocatore di football americano statunitense
- 29 settembre - Zsófia Fegyverneky, cestista ungherese
- 29 settembre - Agostino Garofalo, ex calciatore italiano
- 29 settembre - Rune Jarstein, calciatore norvegese
- 29 settembre - Jonathan Lebed, statunitense
- 29 settembre - Valentina Meredova, velocista turkmena
- 29 settembre - Per Mertesacker, dirigente sportivo e ex calciatore tedesco
- 29 settembre - Tïmwr Moldağalïyev, calciatore kazako
- 29 settembre - Tayanna, cantante e attrice ucraina
- 29 settembre - Keving Palacios, ex cestista venezuelano
- 29 settembre - Federico Perego, allenatore di pallacanestro italiano
- 29 settembre - Ahmad Taktouk, calciatore libanese
- 30 settembre - Keisha Buchanan, cantautrice britannica
- 30 settembre - Juan Pablo Caffa, ex calciatore argentino
- 30 settembre - Jane Collymore, ex pallavolista statunitense
- 30 settembre - Giōrgos Eleutheriou, ex calciatore cipriota
- 30 settembre - Giulia Gibertini, pallavolista italiana
- 30 settembre - Soraya Haddad, judoka algerina
- 30 settembre - Laura Milani, canottiera italiana
- 30 settembre - T-Pain, cantautore, rapper e produttore discografico statunitense
- 30 settembre - Jay Needham, ex calciatore statunitense
- 30 settembre - Hlynur Pálmason, regista e sceneggiatore islandese
- 30 settembre - Nemanja Rnić, ex calciatore serbo
- 30 settembre - David Tanner, ex ciclista su strada australiano
- 30 settembre - Eric Walsky, hockeista su ghiaccio statunitense